# KAJ-KWB Prijs 1975
De 26e editie van de Belgische wielerwedstrijd KAJ-KWB Prijs werd verreden op 8 oktober 1975. De start en finish vonden plaats in Zele. De winnaar was Albert Hulzebosch, gevolgd door Wilfried Reybrouck en Barry Hoban.

## Uitslag
| KAJ-KWB Prijs 1975 |                    |                        |      |
| Plaats             | Naam               | Ploeg                  | Tijd |
| Winnaar            | Albert Hulzebosch  | Frisol-G.B.C.          |      |
| 2                  | Wilfried Reybrouck | Frisol-G.B.C.          |      |
| 3                  | Barry Hoban        | Gan-Mercier-Hutchinson |      |

1950 · 1951 · 1952 · 1953 · 1954 · 1955 · 1956 · 1957 · 1958 · 1959 · 1960 · 1961 · 1962 · 1963 · 1964 · 1965 · 1966 · 1967 · 1968 · 1969 · 1970 · 1971 · 1972 · 1973 · 1974 · 1975 · 1976 · 1977 · 1978 · 1979 · 1980 · 1981 · 1982 · 1983 · 1984 · 1985 · 1986 · 1987 · 1988 · 1989 · 1990 · 1991 · 1992 · 1993 · 1994 · 1995 · 1996 · 1997 · 1998 · 1999 · 2000 · 2001 · 2002 · 2003 · 2004 · 2005 · 2006 · 2007 · 2008 · 2009 · 2010 · 2011 · 2012 · 2013 · 2014 · 2015 · 2016 · 2017 · 2018 · 2019 · 2020 · 2021 · 2022